# وانغ تاو (لاعب كرة قدم)
وانغ تاو (بالصينية: 王涛) (9 أبريل 1967 في الصين - ) هو لاعب كرة قدم صيني في مركز الوسط. شارك مع منتخب الصين لكرة القدم. أما مع النوادي، فقد لعب مع نادي بكين سينوبو غوان ونادي تشانغتشون ياتاي ونادي داليان شيده وBayi Football Team ‏.

## وصلات خارجية
- وانغ تاو (لاعب كرة قدم) على موقع قاعدة بيانات كرة القدم.إي يو (الإنجليزية)
- وانغ تاو (لاعب كرة قدم) على موقع ناشيونال فوتبول تيمز (الإنجليزية)